# Coussarea longilaciniata
Coussarea longilaciniata är en måreväxtart som beskrevs av Piero G. Delprete. Coussarea longilaciniata ingår i släktet Coussarea och familjen måreväxter. Inga underarter finns listade i Catalogue of Life.